# Fritillaria viridiflora
Fritillaria viridiflora är en liljeväxtart som beskrevs av George Edward Post. Fritillaria viridiflora ingår i Klockliljesläktet och i familjen liljeväxter. Inga underarter finns listade.